# Pachira insignis
Pachira insignis là một loài thực vật có hoa trong họ Cẩm quỳ (Malvaceae). Loài này được Olavo Peter Swartz mô tả khoa học đầu tiên năm 1788 dưới danh pháp Carolinea insignis. Năm 1798 Marie Jules César Lélorgne de Savigny chuyển nó sang chi Pachira